# Делатр, Огюст
Огюст Делатр (фр. Auguste Delâtre; 21 июля 1822, Париж — 26 июля 1907, Париж) — французский художник-гравёр, мастер офорта, иллюстратор и печатник. Отец художника-гравёра и печатника Эжена Делатра.

## Биография
Огюст Делатр родился в Париже 21 июля 1822 года в семье типографского служащего, в двенадцать лет поступил подмастерьем в компанию, где работал его отец.
В 1843 году для печати своих офортов, пользовавшихся тогда большим спросом, к Делатру обратился рисовальщик и гравёр Шарль-Эмиль Жак. В свою очередь художник обучал юношу гравированию, и они стали друзьями. Одна из первых заметных самостоятельных работ Делатра была выполнена для журнала «L’Artiste» в начале 1845 года.
Однако основной деятельностью Огюста Делатра была типография, которую он основал в 1844 году на улице Сен-Жак, в историческом районе парижских гравёров, издателей и полиграфистов. Типография меняла адреса, но в конце концов обосновалась на Монмартре.
В 1864 году у Огюста Делатра родился сын Эжен. В годы Коммуны Делатр укрылся в Лондоне, где его семья оставалась с 1871 по 1876 год. Печатник, работу которого ценили и по ту сторону Ла-Манша, продолжил там свою профессиональную деятельность.
Наследие Огюста Делатра включают около сотни оригинальных гравюр. В юности под влиянием Шарля Жака, обучившего его гравюре, Делатр создавал пейзажи небольшого формата. В этот период он иллюстрировал журнал «l’Artiste». Став одним из самых известных печатников в Париже, он начал эксперименты с цветной печатью. В 1880-е годы делал монотипии.
Разработав новаторские методы цветной печати последовательно с нескольких «досок», Делатр стал любимым типографом художников-гравёров, связанных с движением импрессионистов.
Огюст Делатр скончался в Париже 25 июля 1907 года. Его деятельность продолжили сын Эжен, затем Полина Делатр-Ремонжен, дочь Эжена, и Камиль Кеневиль, его внук.